# Otto Reinlo
Otto Aleksander Reinlo, gebürtig Otto Alexander Reinfeldt (* 19. Märzjul. / 31. März 1899greg. in Tallinn, Gouvernement Estland; † 31. März 1974 in Tallinn, Estnische SSR) war ein estnischer Fußballspieler deutsch-baltischer Herkunft. Im Jahr 1935 estnisierte er seinen Vor- und Familiennamen.

## Leben
Otto Reinlo schloss 1917 die Handelsschule in der estnischen Hauptstadt Tallinn ab. Von 1918 bis 1920 kämpfte er als Freiwilliger für die Estnischen Streitkräfte im Freiheitskrieg gegen Sowjetrussland. Bereits in seiner Schulzeit hatte Reinlo mit dem Fußballspielen begonnen. Ab 1922 spielte Reinlo beim SK Tallinna Sport. Mit dem Verein wurde Reinlo zwischen 1922 und 1934 insgesamt siebenmal Estnischer Fußballmeister.
Von 1925 bis 1933 spielte Reinlo für die Estnische Fußballnationalmannschaft in 39 Länderspielen. Mit der Nationalelf nahm er insgesamt fünfmal am Baltic Cup teil und gewann die Austragung im Jahr 1931.
Im Zweiten Weltkrieg wurde Reinlo in die Roten Armee eingezogen und diente als Hauptmann in einer estnischen Fernmeldetruppe.
Nach dem Krieg war er als Mathematik- und Sportlehrer in Tallinn tätig. Im Jahr 1970 war er einer der Autoren des Buchs Jalgpall. Minevikust tänapäevani („Fußball. Von der Vergangenheit bis in die Gegenwart“).

## Erfolge
mit dem SK Tallinna Sport:
- Estnischer Meister (7): 1924, 1925, 1927, 1929, 1931, 1932, 1933

mit Estland:
- Baltic Cup (1): 1931